# Industria de transporte aéreo internacional
En 2006, la industria del transporte aéreo obtuvo ingresos totales por 450.000 millones de dólares, que representan 2,9 billones de dólares en actividad económica. 
En el comienzo del 2001 la crisis transformó al transporte aéreo.
Entre 2001 y 2005 las aerolíneas a nivel global soportaron pérdidas por más de 40 mil millones de dólares.
En 2006 se espera sufrir pérdidas por 1,7 billones de dólares, una mejora respecto de las pérdidas por 3,2 billones de dólares en el 2005. Cabe destacar que las aerolíneas lograron mejorar sus utilidades a pesar de que los precios del combustible se dispararon.
El gasto en combustible de la industria se incrementó de 43 billones de dólares en el 2001 a 91 billones de dólares en el 2005 y se espera un gasto en combustible de 115 billones de dólares para este año.
Otro dato a tener en cuenta es que desde el 2001 la productividad laboral se incrementó en un 33%, los costos de distribución y ventas bajaron un 10% y los costos unitarios, sin contar los de combustible, se redujeron en un 13%. 
La industria está yendo en la dirección correcta, pero aún es un poco temprano para celebrar un retorno de 1,9 billones de dólares en un total de 450.000 millones de dólares.

## Cifras locales

### Argentina
En Argentina, la industria generará en el 2006 más de US$ 22.800 millones de actividad económica y ello permitirá 1.488.000 empleos directos e indirectos para los argentinos en el año 2006 (9,5% del empleo total) en la industria de viajes y transporte aéreo.
- Datos: Q5915557